# Малая Кабарда

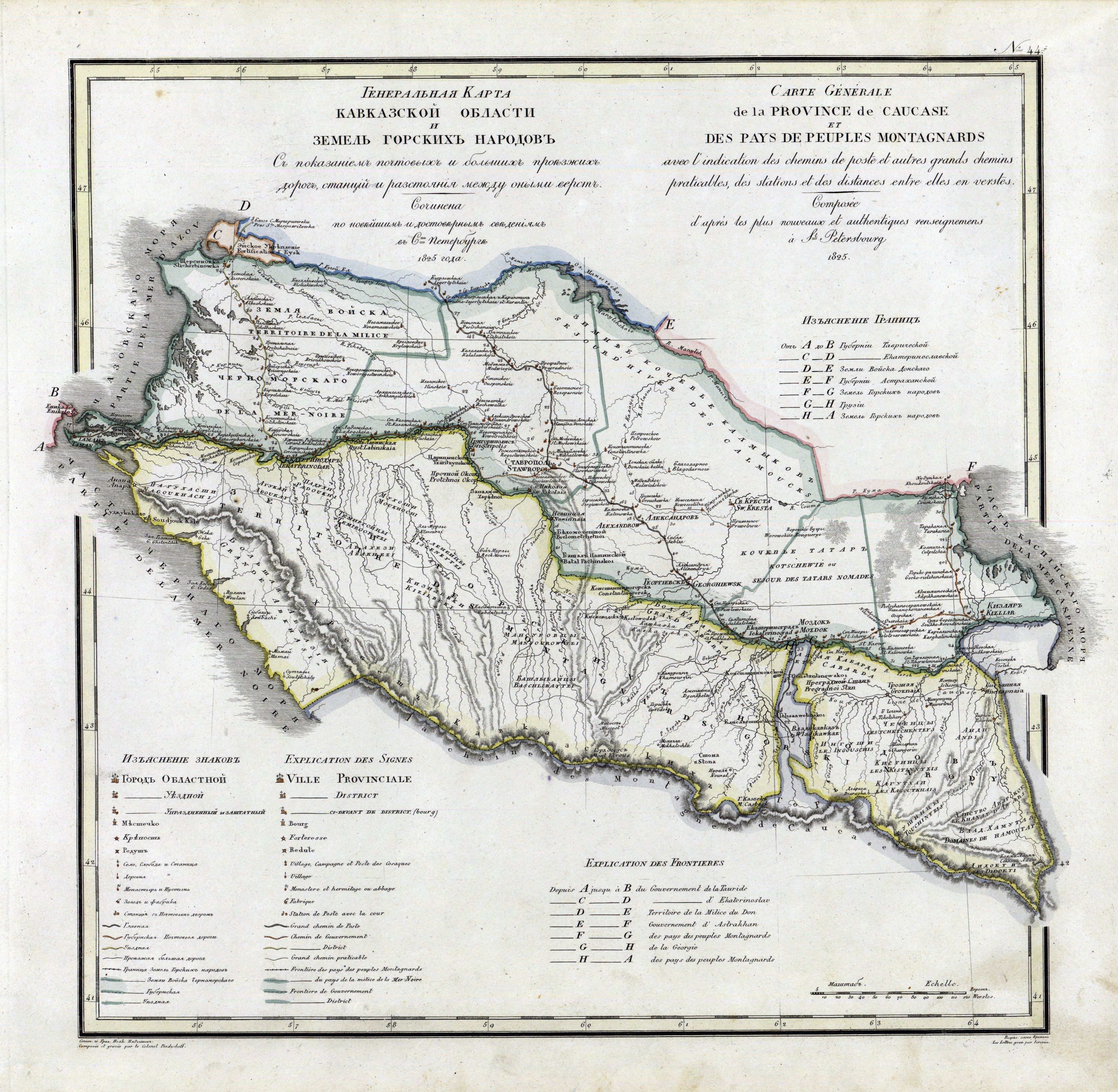
Малая Кабарда между Моздоком и Грозным (1825)

Ма́лая Кабарда́ (кабард.-черк. Джылэхъстэней, Талъостэней) — историческая область на востоке Кабарды.

## География

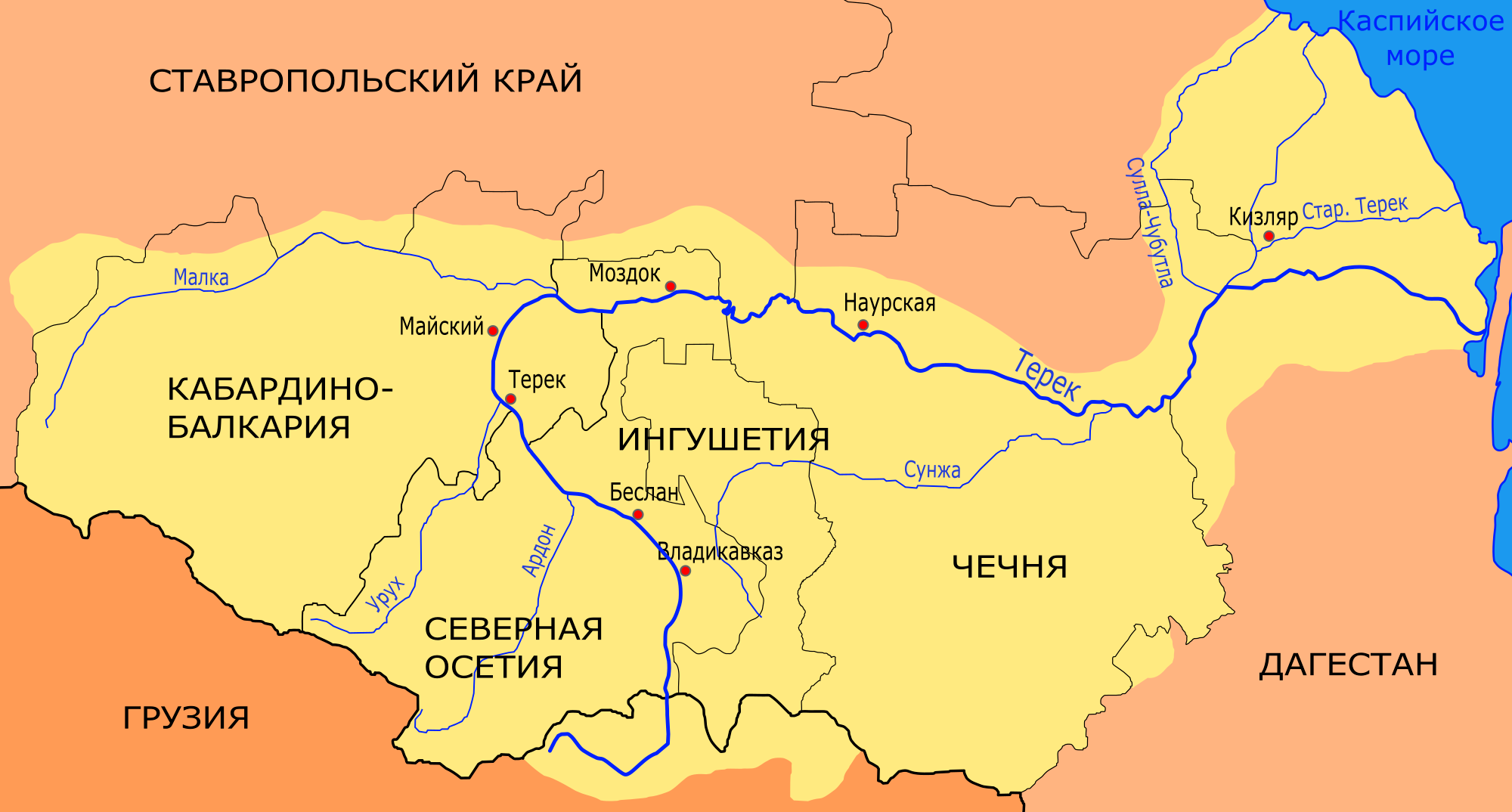
Терско-Сунженское междуречье — территория Малой Кабарды

В начале XIX века Малая Кабарда образовывала треугольник. Южный конец которого упирался во Владикавказ. Западную и северную сторону образовывала река Терек (называемая также Ардуган). Юго-восточную — река Сунжа, .
К западу через Терек лежала Большая Кабарда. К северу за Тереком — Моздокский уезд. Вокруг Владикавказа на юге жили осетины. За Сунжей жили чеченцы и ингуши. 
Таким образом, территории Малой Кабарды ныне входят в состав восточной Кабардино-Балкарии (Терский район), северо-восточной Чечни (Надтеречный и Грозненский район), а также Ингушетии и Северной Осетии.   
Территория Малой Кабарды изобиловала как лесом, так и водами. Земли были малонаселенными и степи (кои доходили на юг до Владикавказа) использовались местными жителями под пастбища

## История
Предки кабардинцев черкесы, известные древним авторам как меоты, зихи и касоги, изначально обитали на Кубани, но в XV веке они стали переселяться на берега Терека, которые прежде были известны как Алания. Кабардинцы, живущие к западу от Терека получили название Большая Кабарда, а к востоку Малая Кабарда. Фактором переселения назван распад Золотой Орды, сокрушительный удар по которой нанес Тамерлан. Эпохальная битва на Тереке произошла в 1395 году, на территории современной Кабардино-Балкарии. 
В 1615 году Шолох Тапсаруков с помощью ногайских мурз разбил отряд Казыя Пшеапшокова, сам Казый был убит, его аулы были разорены. Поражение и гибель Казыя вызвали ответный поход князей и мурз из его группировки. Их поддержали тарковский князь Гирей и русские ратные люди, присланные воеводой Головиным. В результате этого похода сильный удар был нанесен Шолоховой Кабарде (Талостаней).
В 1649 году войска дагестанского шамхала Суркая напали на Малую Кабарду. В битве с войсками шамхала князь Казый Мударов был убит, пали также многие уздени (уорки). Часть владения князя Казыя была разграблена. В этом сражении много своих людей потерял и шамхал.
В конце XVIII в. Малая Кабарда разделялась на два владения: Таусултан, находившееся на западе и которое начиналось от Татартупа и далее по правому берегу Терека, и восточную — Гелахстан, включавшую поселения двух княжеских фамилий – Ахловых и Мударовых.

## Фамилии

### Князья
В Малой Кабарде властвуют два княжеские колена, происходящие от кабардинского родоначальника Инала: колено Тау Султана и колено Гелеслана.
Князья были связаны брачными узами с представителями высшего сословия Грузии н Дагестана, крымскими и ногайскими ханами. Князь пользовался всеми экономическими и политическими привилегиями, его титул — наследственный. Князь в своем ауле был полновластным хозяином.
В первой половине XVII века в Малой Кабарде значатся три самостоятельных княжеских рода и сообразно им три княжеских удела: Мударовы (в родословной — Мундаровы, Мурдаровы) и Ахловы (в родословной — Охловы), Шолоховы из рода Талостана (Тавсолтана, Таусултана).
Гиляхстановы / Келахстановы
- Инал > Акабгу > Табулда > Минбулат
- Келахстан (Клехстан)
  - Джанмурза
    -  Алкас (Олхас)
      - Мудар
      - Суркай
      - Араскан
      -  Пышта

  - Варсан (Лаверсан)
  - Каншов (Каншао, Кошов)
    - Сапаруко (Сопоруко)
      - Мурзабек
      - Дзахмыш
      -  Келахстан

    -  Айтек (Отек)
      - Мамет
      - Ахлов (Альхо)
      -  Айдемир

  -  Тягата (Тегата)
    -  Бабаруко (Безоруко, Бозоруко)
      -  Араслан (Ослан, Ослок)

Таусолтановы / Талостановы
- Инал > Акабгу > Табулда > Янхот
- Талоустан
  - Тапсаруко
    - Шолох
      - Хорошай
      - Алкаше (Алхас)
      - Жантемрюко
      - Талоустан
      - Анфоко
      -  Суркай

    - Пышта
      - Бекмурза
      - Согурбек
      -  Лорсан (Лаварсан)

    -  Лорсан

  - Созоруко
  -  Кардан > Салтанбек
    -  Ибак
      - Ильдар
      - Суркай
      - Кельмамет (Келемет)
      -  Анзороко

### Уздени
Тлекотлеши
- Анзоровы
  - Бароковы
  - Эльмурзины
- Коголкины